# Список экорегионов Анголы
Ниже приводится список экорегионов в Анголе, согласно Всемирному Фонду дикой природы (ВФП).

## Наземные экорегионы
по основным типам местообитаний

### Тропические и субтропические влажные широколистные леса
- Атлантические экваториальные прибрежные леса

### Тропические и субтропические сухие широколиственные леса
- Сухие леса Замбези

### Тропические и субтропические луга, саванны и кустарники
- Цезальпиниевые леса Анголы
- Ангольские редколесья мопане
- Цезальпиниевые леса Центрального Замбези
- Лесная саванна Южного Конго
- Лесная саванна Западного Конго
- Луга Западного Замбези

### Затопляемые луга и саванны
- Затопленные луга Замбези

### Горные луга и кустарники
- Горные леса и луга Анголы
- Горные саванны и редколесья Анголы

### Пустыни и засухоустойчивые кустарники
- Пустыня Каоковельд
- Намибийские саванны

### Мангры
- Мангры Центральной Африки

## Пресноводные экорегионы
по биорегиону

### Западное экваториальное побережье
- Юго-западное экваториальное побережье

### Конго
- Касаи
- Нижняя Конго

### Кванза
- Кванза

### Замбези
- Этоша
- Прибрежный берег Намиба
- Замбези
  - Пойменные равнины Верхнего Замбези
  - Верховья Замбези
- Пойменные равнины Окаванго

## Морские экорегионы
- Ангольский морской
- Намиб